# Ken Ishii
Ken Ishii (jap. ケン・イシイ; * 1970 in Sapporo) ist ein japanischer Techno-DJ und -Produzent aus Tokio. Er ist auch unter den Pseudonymen FLR, Flare, Rising Sun, UTU und Yoga bekannt.

## Karriere
Der stark von Detroit Techno beeinflusste Ken Ishii hatte seine ersten Veröffentlichungen 1993, unter anderem auf Richie Hawtins Label Plus 8. Sein Album Jelly Tones von 1995 belegt den 61. Platz auf Rolling Stone Japan’s “100 Greatest Japanese Rock Albums of All Time”.
1996 wurde der von dem bekannten Anime-Künstler Kōji Morimoto (Akira) gestaltete Clip zu seinem Track Extra zum MTV Dance Video of The Year gewählt. „Garden on the Palm“ wurde in die Liste The Wire’s “100 Records That Set The World On Fire (While No One Was Listening)” aufgenommen.

## Diskografie
Alben
- Garden On The Palm (2×12" – RS 93012 – 1993)
- Innerelements (CD – RS 94038 CD – 1994)
- Jelly Tones (2LP/CD – RS 95065/RS 95065 CD – 1995)
- Green Times (CD – Sublime Records SBLCD5002 – 1995)
- Grip (CD – Sublime Records SBLCD5011 – 1996)
- Metal Blue America (CD – R&S Records – 1997)
- Sleeping Madness (2LP/CD – RS 99153/RS 99153 CD – 1999)
- Flatspin (CD – Exceptional EXLPCD0103 – 2000)
- Millennium Spinnin at Reel up (CD – Sony Music Ent. – 2001)
- FLR Easy Filters (1999 – 2001) (2×CD – Reel Musiq Sublime Records RLCD-002 – 2001)
- Rebore Vol.2 (2001)
- Future In Light (2002)
- Interpretations (CD – Exceptional EXLPCD0405 – 2003)
- Play, Pause and Play (2×CD – Sublime records IDCS1016/1017 – 2005)
- Sunriser (CD – 70Drums IDCK-1002 – 2006)
- Daybreak Reprise -Sunriser Remixed- (2008)
- Music for Daydreams (CD – Sublime Records FICS-2002 – 2012)
- Taiyo (2013)
- Möbius Strip (2019)

Singles
- Pneuma (12" – RS 93025 – 1993)
- Deep Sleep (12" – APOLLO 8 – 1993)
- Tangled Notes (12" – RS 94046 – 1994)
- Extra (12"/CD – RS 95064/RS 95064 CD – 1995)
- Stretch (CD – SRCS 8098 – 1995)
- Overlap (CD – RS 96107 – 1996)
- Echo Exit (CD – RS 97112 CD – 1997)
- Game Over (12" – RS 98141 – 1999)
- Misprogrammed Day (Remixes) (12" – RS 99155 CD – 1999)
- Iceblink (CD – SRCL 4863 – 2000)
- Slapdash (12" – EXEC 12 – 2001)
- Aubernia (12" – EXEC 23 – 2003)
- Awakening (12" – EXEC 28 – 2003)
- Vale Tudo (12" – Noise Music 012 – 2006)
- Organised Green (12" – 70 DEP-001 – 2007)
- Sunriser Remixes (12" – 70 DEP-002 – 2008)
- The Axe Murderer (Digital – 70Drums – 2010)
- Right Hook 2011 Remixes (Digital – SRD1101 – 2011)